# Zwitserland op de Olympische Zomerspelen 1924
Zwitserland nam deel aan de Olympische Zomerspelen 1924 in Parijs, Frankrijk. De 25 medailles waren goed voor de zesde plaats in het medailleklassement.

## Medailles

### Goud
- Alphonse Gemuseus — Paardensport, individueel springconcours
- August Güttinger — Turnen, mannen brug
- Josef Wilhelm — Turnen, mannen paardvoltige
- Émile Albrecht, Alfred Probst, Eugen Sigg, Hans Walter en Emil Lachapelle — Roeien, Vier-met-stuurman
- Edouard Candeveau, Alfred Felber en Emil Lachapelle — Roeien, twee-met-stuurman
- Hermann Gehri — Worstelen, vrije stijl weltergewicht
- Fritz Hagmann — Worstelen, vrije stijl middengewicht

### Zilver
- Willy Schärer — Atletiek, mannen 1500 m
- Paul Martin — Atletiek, mannen 800 m
- Alphonse Gemuseus, Werner Stuber en Hans Bühler — Paardensport, team springconcours
- Hans Pulver, Adolphe Reymond, Rudolf Ramseyer, August Oberhauser, Paul Schmiedlin, Aaron Pollitz, Karl Ehrenbolger, Robert Pache, Walter Dietrich, Max Abegglen, Paul Fässler, Félix Bédouret, Adolphe Mengotti, Paul Sturzenegger en Edmond Kramer — Voetbal, mannen teamcompetitie
- Jean Gutweniger — Turnen, mannen rekstok
- Jean Gutweniger — Turnen, mannen paardvoltige
- Fritz Hünenberger — Gewichtheffen, halfzwaargewicht
- Henri Wernli — Worstelen, vrije stijl zwaargewicht

### Brons
- Antoine Rebetez — Turnen, mannen paardvoltige
- August Güttinger — Turnen, mannen touwklimmen
- August Güttinger, Jean Gutweniger, Hans Grieder, Georges Miez, Josef Wilhelm, Otto Pfister, Carl Widmer en Antoine Rebetez — Turnen, mannen teamcompetitie
- Rudolf Bosshard en Heinrich Thoma — Roeien, dubbel-twee
- Émile Albrecht, Alfred Probst, Eugen Sigg en Hans Walter — Roeien, vier-zonder-stuurman
- Josef Schneider — Roeien, skiff
- Josias Hartmann — Schieten, mannen 50 m geweer liggend
- Arthur Reinmann — Weightlifting, vedergewicht
- Otto Müller — Worstelen, vrije stijl weltergewicht
- Charles Courant — Worstelen, vrije stijl halfzwaargewicht

Argentinië · Australië · België · Brazilië · Brits-Indië · Bulgarije · Canada · Chili · Cuba · Denemarken · Ecuador · Egypte · Estland · Filipijnen · Finland · Frankrijk · Griekenland · Groot-Brittannië · Haïti · Hongarije · Ierland · Italië · Japan · Joegoslavië · Letland · Litouwen · Luxemburg · Mexico · Monaco · Nederland · Nieuw-Zeeland · Noorwegen · Oostenrijk · Polen · Portugal · Roemenië · Spanje · Tsjecho-Slowakije · Turkije · Uruguay · Verenigde Staten · Zuid-Afrika · Zweden · Zwitserland